# James Henry Thomas
James ('Jimmy') Henry Thomas,  född 3 oktober 1874 i Newport i Wales, död 21 januari 1949 i London, var en brittisk fackföreningsledare och Labourpolitiker. Eftersom han ingick i Ramsay MacDonalds "nationella" koalitionsregering med konservativa och liberaler blev han utesluten ur Labour.
Thomas föddes som son till en ung ogift mor. Han uppfostrades av sin mormor och började arbeta vid tolv års ålder. Han blev järnvägsarbetare och engagerade sig också fackligt i järnvägsarbetarfacket Amalgamated Society of Railway Servants. Han var också aktiv i Labourpartiet och valdes till kommunpolitiker i Swindon, innan han 1910 invaldes i underhuset som representant för Derby. Han var fortfarande fackligt aktiv och blev en av ledarna för järnvägsstrejken 1911.
År 1913 medverkade han till att bilda National Union of Railwaymen (NUR, numera en del av National Union of Rail, Maritime and Transport Workers) och blev dess generalsekreterare 1917 och ledde den framgångsrika järnvägsstrejken 1919. När Ramsay MacDonald bildade den första brittiska Labourregeringen 1924 utsåg han Thomas till kolonialminister.
I den andra Labourregeringen 1929 blev Thomas Lord Privy Seal och arbetsmarknadsminister. Senare, 1930, blev han dominionminister, och behöll denna post i Ramsay MacDonalds "nationella" koalitionsregering med liberaler och konservativa (1931-1935). På grund av detta uteslöts han ur Labour och NUR. En kort period 1931 var han dessutom kolonialminister igen.
Thomas fick senare åter posten som kolonialminister och innehade den från 1935 till maj 1936, då han tvingades avgå och dra sig tillbaka från politiken. Det avslöjades nämligen att han hade träffat börsspekulanter och givit dem tips om vilka skatteändringar som planerades i budgeten.